# Antofagasta (Ichilo)
Antofagasta ist eine Ortschaft im Departamento Santa Cruz im Tiefland des südamerikanischen Andenstaates Bolivien.

## Lage im Nahraum
Antofagasta ist der viertgrößte Ort des Kantons San Carlos im Municipio San Carlos in der Provinz Ichilo. Die Ortschaft liegt auf einer Höhe von 265 m im Quellgebiet des Arroyo Tacuarel, 18 Kilometer östlich des Río Yapacaní, der über den Río Grande zum Río Mamoré fließt.

## Geographie
Antofagasta liegt östlich der bolivianischen Cordillera Oriental am Westrand des bolivianischen Tieflandes. Das Klima der Region ist das vollhumide Klima der Subtropen mit einem ausgeglichenen Temperaturverlauf im Jahresgang und ebenfalls nur geringen Temperaturschwankungen im Tagesverlauf.
Die mittlere Durchschnittstemperatur der Region liegt bei etwa 24 °C (siehe Klimadiagramm Santa Rosa de Roca) und schwankt nur unwesentlich zwischen knapp 21 °C im Juni und Juli und 26 °C von November bis Februar. Der Jahresniederschlag beträgt mehr als 1500 mm, die Regenzeit dauert von Oktober bis März und erreicht Monatswerte von über 250 mm.

## Verkehrsnetz
Antofagasta liegt in einer Entfernung von 144 Straßenkilometern nordwestlich von Santa Cruz, der Hauptstadt des Departamentos.
Von Santa Cruz aus führt die asphaltierte Nationalstraße Ruta 4 über Warnes und Montero nach Portachuelo und von dort aus weiter in westlicher Richtung nach Cochabamba und zur chilenischen Grenze. Zehn Kilometer westlich von Portachuelo zweigt eine unbefestigte Landstraße in nördlicher Richtung von der Ruta 4 ab, die nach 37 Kilometern Santa Rosa del Sara erreicht und 22 Kilometer weiter westlich Antofagasta.

## Bevölkerung
Die Einwohnerzahl der Ortschaft ist in dem Jahrzehnt zwischen den beiden letzten Volkszählungen um etwa ein Fünftel angestiegen:
| Jahr | Einwohner         | Quelle       |
| ---- | ----------------- | ------------ |
| 1992 | keine Detaildaten | Volkszählung |
| 2001 | 706               | Volkszählung |
| 2012 | 840               | Volkszählung |
| 2024 |                   | Volkszählung |